# Provincia Occidentale (Isole Salomone)
La provincia Occidentale è una delle nove province delle Isole Salomone.
Ha una superficie di 5.475 km² e 62.739 abitanti (censimento 1999). La sua capitale è l'isola di Gizo. 

## Isole
La Provincia Occidentale delle Isole Salomone è costituita dalle isole:
- Faisi
- Fauro
- Gizo
- Ghoi
- Isola Kennedy
- Kiambe
- Kingguru
- Kohinggo
- Kolombangara
- Liapari
- Logha
- Isola Lola
- Isola Marovo
- Marovo Lagoon
- Matikuri
- Mbava
- Mborokua
- Isola Mbulo
- Mondomondo
- Nakaza
- Nuova Georgia
- Nggatokae
- Nusatupe
- Ranongga
- Rendova
- Isole Shortland
- Simbo
- Telina
- Isole del Tesoro
- Tetepare
- Uepi
- Vella Lavella
- Vangunu
- Vonavona